# Janez Debelak
Janez Debelak ist ein ehemaliger jugoslawischer Skispringer.
Debelak gab am 25. Januar 1987 sein Debüt im Skisprung-Weltcup. Bereits in seinem ersten Springen in Sapporo erreichte er mit dem 7. Platz von der Normalschanze das beste Ergebnis seiner Karriere. Ein Jahr später gehörte er dann fest zum Kader für den Weltcup und erreichte in der Weltcup-Saison nach mehreren Platzierungen unter den besten fünfzehn am Ende den 40. Platz in der Weltcup-Gesamtwertung. Bei der Nordischen Skiweltmeisterschaft 1989 in Lahti sprang Debelak von der Großschanze auf den 38. Platz. Auch zwei Jahre später bei der Nordischen Skiweltmeisterschaft 1991 im Val di Fiemme konnte er mit Platz 40 keine vordere Platzierung erreichen.
Sein letztes Weltcup-Springen bestritt Debelak am 2. Dezember 1991 in Thunder Bay. Danach startete er noch bis zum Ende der Saison im neu geschaffenen Continental Cup und beendete 1992 seine aktive Skisprungkarriere.